# Sally Salminen
Pour les articles homonymes, voir Salminen.
Sally Alina Ingeborg Salminen (25 avril 1906, Vårdö - 18 juillet 1976, Copenhague) est une écrivain finlandaise de langue suédoise, originaire des îles Åland.
Son roman le plus connu est son premier, Katrina, paru en 1936 et traduit dans une vingtaine de langues, dont le français et l'anglais.

## Œuvres

### Romans
- 1936 : Katrina
- 1939 : Den långa våren
- 1941 : På lös sand
- 1943 : Lars Laurila
- 1945 : Nya land
- 1948 : Barndomens land
- 1949 : Små världar
- 1951 : Klyftan och stjärnan
- 1953 : Prins Efflam
- 1961 : Spår på jorden
- 1963 : Vid havet

### Non fictionnelles
- 1970 : Jerusalem
- 1971 : På färder i Israel

### Autobiographiques
- 1966 : Upptäcktsresan
- 1968 : Min amerikanska saga
- 1972 : I Danmark
- 1974 : Världen öppnar sig

## Prix et récompenses
- Prix Tollander, 1937